# Problema de las galaxias enanas

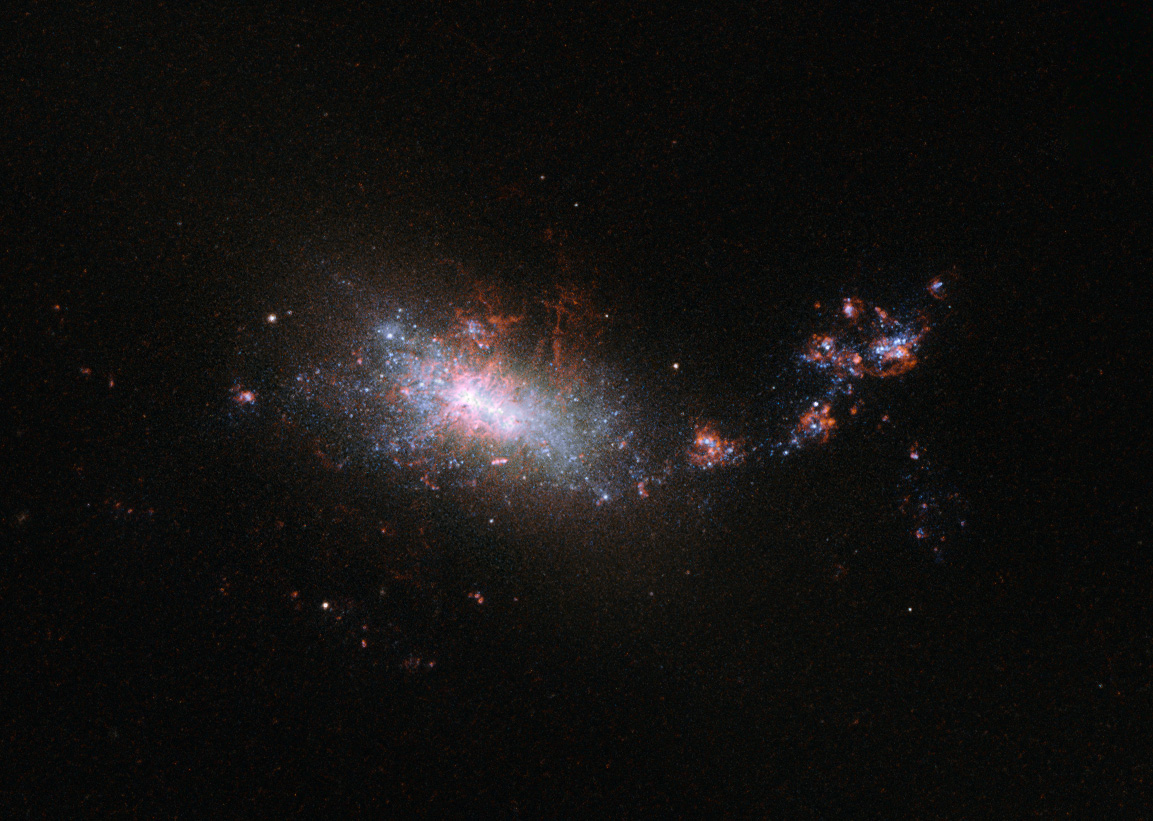
Galaxia enana NGC 1140.

El problema de las galaxias enanas (en inglés: dwarf galaxy problem), también conocido como el problema de los satélites ausentes, se refiere al desacuerdo entre el número de galaxias enanas observado y las predicciones teóricas provenientes de simulaciones cosmológicas numéricas, que pronostican la evolución de la distribución de materia en el universo. En las simulaciones, la materia oscura se acumula jerárquicamente en un número constantemente creciente de halos, a medida que los componentes de los halos se hacen más y más pequeños. Sin embargo, aunque parece que hay suficientes galaxias de tamaño normal observadas como para igualar la distribución simulada de halos de materia oscura de masa comparable, el número de galaxias enanas es órdenes de magnitud menor que el predicho por tales simulaciones.